# Tamara Bykova
Pour les articles homonymes, voir Bykova.
Tamara Bykova (née le 21 décembre 1958 à Azov) est une athlète soviétique spécialiste du saut en hauteur.

## Carrière
9e des Jeux olympiques de 1980, elle remporte deux ans plus tard la médaille d'argent des Championnats d'Europe d'Athènes.
En 1983, elle remporte le titre européen en salle et y bat à cette occasion le record du monde du en salle avec 2,03 m. Lors de la saison estivale, elle remporte les premiers mondiaux d'athlétisme à Helsinki, puis égale le record du monde en plein air avec 2,03 m, puis franchit 2,04 m quelques jours plus tard à Pise.
Le 22 juin 1984, elle efface d'un centimètre son propre record du monde à Kiev avec 2,05 m, mais ne participe pas aux Jeux olympiques de Los Angeles à la suite du boycott des pays de l'Est.
Aux championnats du monde 1987 à Rome, après deux années de compétitions en demi-teinte, elle retrouve les hauteurs et fait trembler Stefka Kostadinova en effaçant une barre à 2,04 m, la deuxième meilleure performance de sa carrière. Elle y remporte la médaille d'argent, la Bulgare la battant finalement en réalisant un nouveau record du monde (qui tient toujours aujourd'hui) à 2,09 m.
L'année suivante, elle atteint sa deuxième finale olympique et décroche la médaille de bronze aux Jeux olympiques de Séoul avec 1,99 m. En mars 1989, elle est vice-championne du monde en salle à Budapest.
En 1990, elle est testée positive à l'Éphédrine lors des Goodwill Games et est suspendue pour une période de 3 mois.
En 1991, elle parvient à décrocher une nouvelle médaille d'argent aux mondiaux en salle de Séville. En plein air, elle termine 7e des championnats du monde 1991 (1,93 m) et met un terme à sa carrière, à 32 ans.

## Palmarès
| Date | Compétition                    | Lieu         | Résultat | Marque |
| ---- | ------------------------------ | ------------ | -------- | ------ |
| 1980 | Jeux olympiques                | Moscou       | 9e       | 1,88 m |
| 1982 | Championnats d'Europe en salle | Milan        | 6e       | 1,91 m |
| 1982 | Championnats d'Europe          | Athènes      | 2e       | 1,97 m |
| 1983 | Championnats d'Europe en salle | Budapest     | 1re      | 2,03 m |
| 1983 | Championnats du monde          | Helsinki     | 1re      | 2,01 m |
| 1987 | Championnats d'Europe en salle | Liévin       | 2e       | 1,94 m |
| 1987 | Championnats du monde en salle | Indianapolis | 4e       | 1,94 m |
| 1987 | Championnats du monde          | Rome         | 2e       | 2,04 m |
| 1988 | Jeux olympiques                | Séoul        | 3e       | 1,99 m |
| 1989 | Championnats du monde en salle | Budapest     | 2e       | 2,00 m |
| 1991 | Championnats du monde en salle | Séville      | 2e       | 1,97 m |
| 1991 | Championnats du monde          | Tokyo        | 7e       | 1,93 m |

## Records
| Épreuve         | Épreuve   | Performance | Lieu     | Date         |
| --------------- | --------- | ----------- | -------- | ------------ |
| Saut en hauteur | Plein air | 2,05 m      | Kiev     | 22 juin 1984 |
| Saut en hauteur | En salle  | 2,03 m      | Budapest | 6 mars 1983  |